# オオヤマガメ属
オオヤマガメ属（オオヤマガメぞく、Heosemys）は、カメ目イシガメ科に属する属。模式種はトゲヤマガメ。別名アジアヤマガメ属。

## 分布
インドネシア（スマトラ島、ボルネオ島）、カンボジア、シンガポール、タイ王国、フィリピン、ベトナム、マレーシア、ミャンマー、ラオス

## 形態
最大種はヒジリガメで最大甲長61cm（最大甲長80cmとする文献もあり）。ヒジリガメを本属に含まない場合の最大種はオオヤマガメで最大甲長43.5 cm。最小種はトゲヤマガメで最大甲長22cm。腹甲は淡黄色で、暗色の斑紋が入る。
上顎の先端は二股に分かれる。
本属はメスの成体にのみ後ろの腹甲（後葉）をある程度、可動させることができる。本属の構成種は産卵数は少ないものの卵が体に比べて大きく、腹甲の後部が動かすことで大きな卵が産みやすくなっていると考えられている。

## 生態
流れの緩やかな河川や渓流、池沼、森林等に生息する。ヒジリガメは半水棲、オオヤマガメとヒラタヤマガメは半陸棲、トゲヤマガメは陸棲。
食性は植物食の強い雑食で、果実等を食べる。
繁殖形態は卵生で、大型の卵を少数産む。

## 分類
近年では系統分類学の研究から1属1種だったヒジリガメを本属に含める説が有力。
- Heosemys annandalii　ヒジリガメ　Yellow headed temple turtle
- Heosemys depressa　ヒラタヤマガメ　Arakan forest turtle
- Heosemys grandis　オオヤマガメ　Giant Asian pond turtle
- Heosemys spinosa　トゲヤマガメ　Spiny turtle

## 人間との関係
生息地や中華人民共和国では食用とされることもある。
ヒジリガメやオオヤマガメは仏教の教えから寺院の池に放される（放生）こともあり、ヒジリガメは和名や英名の由来になっている。
開発による生息地の破壊や、食用やペット用の乱獲等により生息数は激減している。2002年には本属の構成種全種がワシントン条約附属書IIに掲載された（属単位では掲載されていない。）。
ペットとして飼育されることもあり、日本にも輸入されている。主に野生個体が流通する。以前は輸送の状態が悪く命を落とす個体が多かった。上記のようにワシントン条約に掲載されたため、流通量は激減している。